# Котону
Котону (на френски: Cotonou) е икономическата столица на Бенин, като същевременно е и най-голям град в страната. По официални данни наброява 757 356 души през 2010 година. Според някои оценки е възможно населението да бъде и по-голямо т.е. около 1,2 милиона души. Населението през 1960 е било само 70 000. Предградията продължават да се разширяват по посока запад. Градът се намира в югоизточната част на страната между Атлантическия океан и езерото Нукуе. Намира се на 6°22' северна и 2°26' източна дължина (6.36667, 2.4333).
Тук се намират много от сградите на правителството и дипломатичните служби, което прави града де факто столица на Бенин, въпреки че официалната столица е Порто Ново. Котону има голямо пристанище, а също и летище и железопътен транспорт, който го свързва с Параку. Местните забележителности са католическата катедрала, централната джамия, стадион и огромният пазар. Националният университет на Бенин се намира също тук. Характерна забележителност, както и за цял Бенин, са мотоциклетните таксита известни като земиджанс.
В Котону също се намира площад „Бюлгари“, в центъра на който е издигната голяма статуя на Георги Димитров.

## История
Името „Котону“ означава „устието на реката на смъртта“ на Фонски език. В началото на 19 век е било само едно рибарско село. Първоначално е управлявано от царството Дахомей, а през 1851 година французите сключват мир с дахомейския владетел Гезо, което им позволява търговско място в Котону. При управлението на Глеле (1858 – 89) територията е отстъпена на Франция чрез договор подписан на 19 май 1868. През 1883 френската флота окупира града, за да го „предпази“ от британско завоевание. След като Глеле умира през 1889, неговият син Бехазин опитва безуспешно да промени договора. Оттогава градът се развива динамично.

## География
Град Котону се намира между езеро Нукуе и Атлантическият океан. Каналът лагуна Котону разделя града на две и е бил изкопан от французите през 1855 година. Три моста пресичат река Уеме която тече през африканския град. Брегът в близост до Котону е известен със своята си ерозия. През 1961 година, поради конструкцията на язовир Нангбету, 400 метра от брега на Котону се сриват което става причина стотици хора да напуснат домовете си.
Град Котону се намира на 40 km от столицата, Порто Ново и на около 100 km южно от Абомей, древната столица на Дахомей. Всичките главни пътища в Котону са павирани и в добро състояние.
Град Ганви, също така познат като Африканската Венеция, е град на езеро Нукуе, на няколко km северно от Котону.

## Демографско развитие
- 1979: 320 348 (Преброяване)
- 1992: 536 827 (Преброяване)
- 2002: 658 572 (Приблизителна оценка)
- 2005: 690 584 (Приблизителна оценка)
- 2006: 761 137 (Преброяване)
- 2010: 757 356 (Приблизителна оценка)

## Транспорт и икономика
Автономното пристанище на Котону е едно от най-големите в Западна Африка. Има пътни връзки свързващи града с някои съседни страни: Нигерия, Буркина Фасо, Нигер и Того. В града има множество малки бизнеси, някои от които са: продукция на палмово масло, текстили, цимент и безалкохолни напитки, варене на бира, и обработване на морска храна. В Котону има също така и много фабрики за сглобяването на превозни средства и за рефиниране на петрол.

## Климат
Климатът е обикновено от екваториален тип с два дъждовни сезона (април – юли и септември – октомври, 800 до 1200 мм дъжд) редуващи се с два сухи сезона (декември – януари). Климатът на Котону е също повлиян от ветрове. Средната температура варира между 18 °C и 35 °C. Най-топлият месец е март, най-студеният – януари, а най-влажният е май.

## Побратимени градове
- Салвадор, Бразилия[7]
- Атланта, САЩ[8]
- Тайпе, Република Китай (Тайван)[9]